# Batterie Jasper
La batterie Jasper – ou Battery Jasper en anglais – est une batterie d'artillerie à Sullivan's Island, dans le comté de Charleston, en Caroline du Sud. Située non loin du fort Moultrie, elle est aujourd'hui protégée au sein du Fort Sumter and Fort Moultrie National Historical Park.